# Soth Polin
Đây là tên người Campuchia, họ viết trước, tên viết sau: họ là Soth. Tuy vậy, tên người Campuchia hiện đại theo kí tự Latin thường được viết theo thứ tự Tây phương (tên trước họ sau). Ngoài ra, tên còn có thể kèm các danh hiệu tôn xưng phía trước.
Soth Polin (sinh ngày 9 tháng 2 năm 1943 ở Kampong Cham, Campuchia) là một nhà văn người Khmer. Cuốn tiểu thuyết đầu tiên của ông, Đời vô nghĩa được xuất bản vào năm 1964. Ngoài ra, ông còn thành lập tờ báo Nokor Thom (Đại Quốc) được xuất bản từ cuối thập niên 1960 tới năm 1974. Polin chuyển sang sống ở Pháp vào năm 1974 và sau đó sang Mỹ định cư tiếp tục sự nghiệp sáng tác.